# SDS (system mocowania narzędzia)

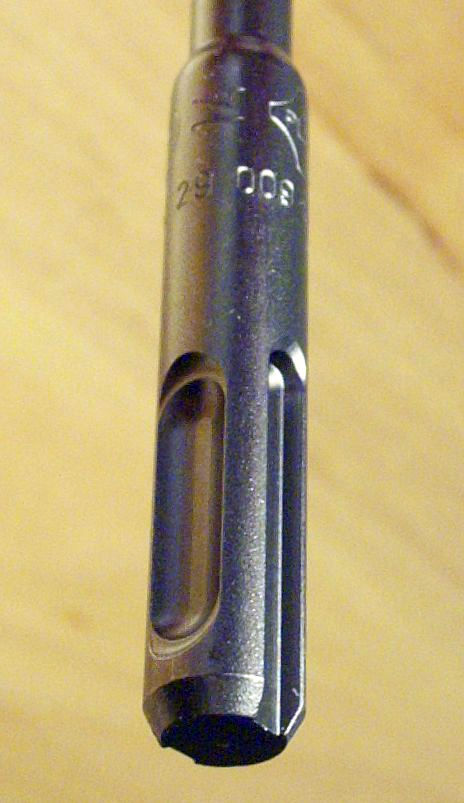
Chwyt SDS-plus

SDS – system mocowania narzędzi wymiennych stosowany w wiertarkach, młotowiertarkach, młotach udarowych i podobnych urządzeniach. Od 2016 roku stał się standardem w mocowaniu osprzętu w elektronarzędziach, wypierając zacisk kluczykowy.
Prekursorem systemu SDS był opracowany w roku 1967 przez firmę Hilti system TE. W roku 1975 firma Bosch opracowała system SDS-Plus, do którego pasowały wiertła TE. Skrót SDS początkowo oznaczał Steck-Dreh-Sitzt (włóż-przekręć-gotowe), z czasem przekształcił się w Spannen durch System (mocowanie systemowe)
Chwyt SDS składa się z dwóch owalnych wgłębień, służących do mocowania narzędzia, i dwóch rowków, których krawędzie przenoszą moment obrotowy.

## Odmiany systemu
- SDS-plus – średnica uchwytu 10 mm – najpopularniejszy, zwany potocznie SDS[2]
- SDS-top – średnica uchwytu 14 mm – rzadko spotykany, stosowany w niektórych produktach firm «Bosch» i «Hilti»
- SDS-max – średnica uchwytu 18 mm – do ciężkich prac, opracowany w roku 1990
- SDS-quick – średnica uchwytu ok. 6,5 mm – rzadko spotykany, stosowany we wkrętarkach akumulatorowych «Bosch-Uneo»